# Ipertrofia adenoidea
L'ipertrofia adenoidea (o ipertrofia delle adenoidi) è la crescita insolita (ipertrofia) delle adenoidi (tonsille faringee) descritta per la prima volta nel 1868 dal medico danese Wilhelm Meyer (1824–1895) a Copenaghen. Descrisse un'ipertrofia adenoidea a lungo termine che causa un'ostruzione delle vie aeree nasali, che a sua volta comportebbe un'anomalia della crescita dentofacciale definita "facies adenoidea".
C'è pochissimo tessuto linfoide nel rinofaringe dei bambini piccoli; gli esseri umani nascono senza adenoidi sostanziali. Il tappeto di tessuto linfoide chiamato adenoidi inizia a diventare considerevole durante il primo anno di vita. Quanto diventano grandi le adenoidi è abbastanza variabile tra i singoli bambini.

## Sintomatologia
Le adenoidi ingrandite possono raggiungere le dimensioni di una pallina da ping pong e bloccare completamente il flusso d'aria attraverso le vie nasali. Anche se le adenoidi ingrossate non sono abbastanza consistenti da bloccare fisicamente la parte posteriore del naso, possono ostruire il flusso d'aria abbastanza perché la respirazione nasale richieda una quantità di lavoro non confortevole e l'inalazione avvenga invece attraverso la respirazione dalla bocca. Le adenoidi possono anche ostruire le vie aeree nasali abbastanza da influenzare la voce, senza interrompere del tutto il flusso d'aria nasale.
Il blocco nasale è determinato da almeno due fattori: 1) la dimensione delle adenoidi e 2) la dimensione del passaggio della faringe nasale. Un'adenoide di solito raggiunge le sue dimensioni massime intorno ai 5 anni circa, e poi svanisce (si atrofizza) nella tarda infanzia, generalmente entro i 7 anni di vita. Il tessuto linfoide rimane sotto la mucosa del rinofaringe e può essere visto al microscopio se l'area è sottoposta a biopsia, ma la massa è così ridotta di dimensioni che il tetto del rinofaringe diventa piatto piuttosto che a tumulo. Proprio come la dimensione delle adenoidi è variabile da individuo a individuo, così lo è l'età in cui le adenoidi si atrofizzano.
I sintomi causati dalle adenoidi ingrossate sono principalmente dovuti alla localizzazione di questo tessuto linfoide. Le adenoidi si trovano sulla linea mediana del rinofaringe e le trombe di Eustachio si aprono da entrambi gli orecchi a destra e a sinistra di esse. Nei bambini con infezioni dell'orecchio medio eccessive e versamenti cronici dell'orecchio medio, c'è una carica batterica elevata nelle adenoidi rispetto ai bambini senza otite media problematica, anche se le dimensioni delle adenoidi sono piccole. Le adenoidi in questi casi forniscono un serbatoio di batteri patogeni che causano infezioni dell'orecchio e successivi versamenti dell'orecchio medio.
Il rinofaringe si trova direttamente sopra la gola. "Gocciolamenti" eccessivi dalle adenoidi infette possono cadere direttamente sulle corde vocali. Sebbene la laringe e le corde vocali non vengano normalmente infettate dall'adenoidite, la loro mucosa si irrita. Le corde vocali sono estremamente sensibili al tatto e le eventuali gocce di fluido che cadono su di esse provocano un'irrefrenabile stimolo a tossire. L'adenoidite è quindi una delle cause della tosse.

## Eziologia
Le adenoidi, come tutto il tessuto linfoide, si ingrossano se infettate. Sebbene il tessuto linfoide agisca per combattere le infezioni, a volte batteri e virus possono depositarsi al suo interno e sopravvivere. L'infezione cronica, virale o batterica, può mantenere il cuscinetto delle adenoidi ingrandito per anni, anche nell'età adulta. Alcuni virus, come il virus Epstein-Barr, possono causare un drammatico allargamento del tessuto linfoide. Le infezioni primarie o da riattivazione con il virus Epstein-Barr e alcuni altri batteri e virus possono persino causare l'allargamento del cuscinetto adenoidale in un adulto le cui adenoidi si erano precedentemente atrofizzate.

## Diagnosi
1. Rinoscopia posteriore: era usata in passato; lo spazio postnasale viene visualizzato utilizzando uno specchio per rinoscopia posteriore.
2. Endoscopia nasale diagnostica: un nasofaringoscopio rigido o flessibile può aiutare a vedere i dettagli in un bambino cooperativo.
3. Tomografia computerizzata del rinofaringe.
4. Vista laterale ai raggi X del rinofaringe.

Dovrebbe sempre essere eseguito un esame nasale dettagliato per escludere altre cause di ostruzione nasale.

## Terapia
Esistono prove di scarsa qualità che suggeriscono che il mometasone può portare a un miglioramento sintomatico nei bambini con ipertrofia adenoidea.
La rimozione chirurgica delle adenoidi è una procedura chiamata adenoidectomia. Realizzata attraverso la bocca sotto l'effetto di un anestetico generale, prevede che le adenoidi siano sottoposte a curette, cauterizzazione, laser, o altrimenti ablazione. L'adenoidectomia viene eseguita più spesso a causa dell'ostruzione nasale, ma viene eseguita anche per ridurre le infezioni dell'orecchio medio e i versamenti (otite media). La procedura viene spesso eseguita contemporaneamente a una tonsillectomia, poiché le adenoidi possono essere viste chiaramente e valutate dal chirurgo in quel frangente.